# مايك مور
مايك مور هو لاعب هوكي الجليد كندي، ولد في 12 ديسمبر 1984 في كالغاري في كندا.

## وصلات خارجية
- مايك مور على موقع دوري الهوكي الوطني (الإنجليزية)
- مايك مور على موقع EliteProspects.com (الإنجليزية)
- مايك مور على موقع HockeyDB.com (الإنجليزية)
- مايك مور على موقع Hockey-Reference.com (الإنجليزية)